# 科多河
科多河（法語：Caudeau，法語發音：[kodo]）是法国新阿基坦大区多尔多涅省的河流，是多爾多涅河的右支流，长38.4千米，发源自圣阿尔韦尔与韦里讷德韦尔之间，于拉蒙济蒙塔斯特吕克流入科多河。